# 547 př. n. l.
Století: 7. století př. n. l. – 6. století př. n. l. – 5. století př. n. l.
Roky: 552 551 550 549 548 – 547 př. n. l. – 546 545 544 543 542

## Události
- Perský král Kýros II. poráží u Pterie vojska lýdského krále Kroisa.

## Hlava státu
Perská říše:
- Kýros II.

Egypt:
- Ahmose II. (26. dynastie)

Novobabylonská říše:
- Nabonid